# Crema (Lombardia)
Crema település Olaszországban, Lombardia régióban, Cremona megyében. Lakosainak száma 33 786 fő (2023. január 1.). Crema Cremosano, Campagnola Cremasca, Pianengo, Ricengo, Offanengo, Izano, Madignano, Ripalta Cremasca, Capergnanica, Chieve, Bagnolo Cremasco és Trescore Cremasco községekkel határos.

## Népesség
A település lakossága az elmúlt években az alábbi módon változott:
| Lakosok száma | 33 814 | 34 452 | 34 410 | 34 264 | 33 786 |
|               | 2008   | 2016   | 2017   | 2018   | 2023   |